# بن هور (فیلم ۲۰۱۶)
بن هور (انگلیسی: Ben-Hur) فیلمی آمریکایی در سبک تاریخی - حماسی است که در سال ۲۰۱۶ بر روی پرده‌های سینماها رفت.
این فیلم که بازسازی یکی از موفق‌ترین آثار هالیوود با همین نام است و بیش از ۱۰۰ میلیون دلار خرج داشته، در تعطیلات آخر هفته نخستین هفته نمایش خود در سینماهای آمریکا، آغازی ناموفق داشت و فقط حدود ۱۱ میلیون فروش داشت.

## نسخه‌های پیشین
نخستین بار در سال ۱۹۰۷ فیلمی با این نام ساخته شد و فیلمی بعدی در سال ۱۹۲۵ به روی پرده رفت که هر دو صامت بودند. اما مشهورترین بن‌هور را ویلیام وایلر در سال ۱۹۵۹ با بازی چارلتون هستون ساخت که ۱۱ اسکار گرفت و رکورد پرافتخارترین فیلم تاریخ اسکار را به خود اختصاص داد که تا سال ۱۹۹۷ طول کشید.
از این داستان در سال ۲۰۰۳ یک نسخه انیمیشن نیز ساخته شد که چارلتون هستون روی شخصیت بن‌هور صداپیشگی کرده است. بر اساس این داستان چندین موزیکال پرهزینه در جهان بر روی صحنه رفته است.

## عوامل فیلم

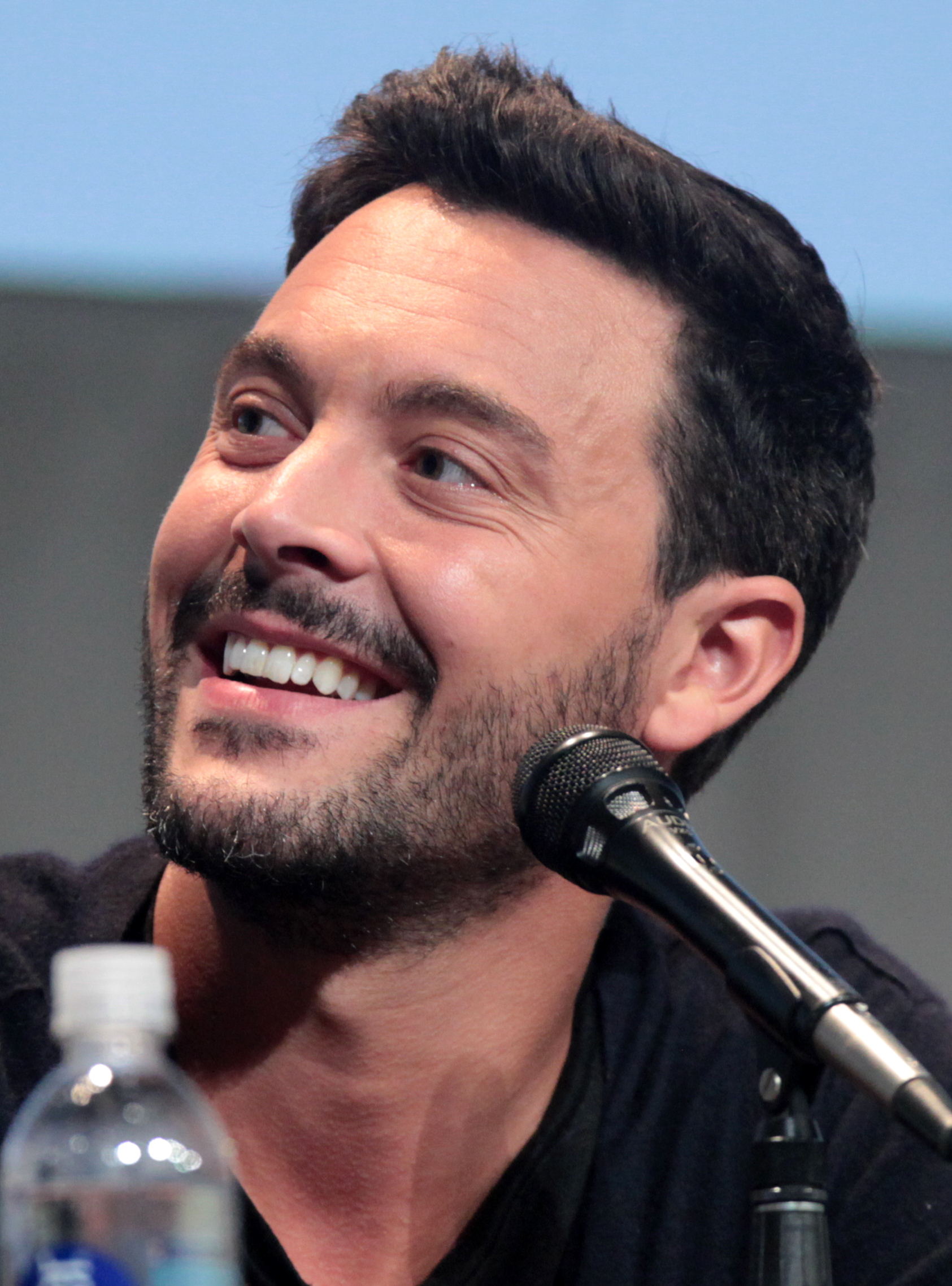
جک هیوستون

در این نسخه از این اثر حماسی ساخته تیمور بکمامبتوف، کارگردان قزاق-روس، جک هیوستون، بازیگر بریتانیایی و نوه جان هیوستون کارگردان شهیر آمریکایی در نقش یهودا بن‌هور بازی کرده است.
مورگان فریمن در نقش شیخ ایلدریم و رودریگو سانتورو در نقش عیسی مسیح و نازنین بنیادی، بازیگر ایرانی-آمریکایی در نقش استر، برده یهودی که دلداده بن‌هور است بازی کرده‌اند.
جان ریدلی که برای ۱۲ سال بردگی برنده اسکار بهترین فیلمنامه شده، فیلمنامه این نسخه از بن‌هور را نوشته است.

## بازیگران
- جک هیوستون
- مورگان فریمن
- توبی کبل
- نازنین بنیادی در نقش استر
- رودریگو سانتورو
- آیلیت زورر
- مویسس آریاس
- پیلو اسبک
- هالوک بیلگینر
- مروان کنزاری
- قانا بایارسایخان
- دنیز تانتوچی
- یولیان کوستوف